# Вітковська Антоніна Петрівна
Антоніна Петрівна Вітковська (нар. 1924 — пом. ?) — радянська, українська шахістка. Триразова віце-чемпіонка України із шахів серед жінок.
 У складі збірної Української РСР бронзова призерка командного чемпіонату СРСР.

## Біографія
Антоніна Вітковська народилася у 1924 році. Неодноразова чемпіонка Вінниці. Наприкінці 1950 р. виконала норму 1 розряду у чоловічій першості вінницької міськради ДСО «Іскра». 

Багаторазова учасниця чемпіонатів України із шахів серед жінок. Срібна призерка чемпіонатів України 1954, 1955 та 1957 років, бронзова призерка 1959 року. Переможниця півфіналу чемпіонату України 1950 р. (8 з 10 очок).

Учасниця трьох чемпіонатів СРСР (1957, 1959 та 1960 рр.). У 1957 році розділила 11 — 13 місця, у 1959 р. розділила 16 — 18 місця, а у 1960 р. посіла останнє 19 місце з результатом 2½ з 18 очок.

У 1955 р. у складі збірної Української РСР завоювала бронзову медаль командного чемпіонату СРСР. У цьому змаганні Вітковська набрала 6 очок у 9 партіях та розділила з представницею Латвійської РСР Мілдою Лауберте 1 — 2 місця на 1-й жіночій шахівниці. У матчі зі збірною Ленінграда завдала поразки екс-чемпіонці світу Людмилі Руденко.

## Турнірні результати

### Результати виступів у чемпіонатах України
Антоніна Вітковська зіграла у 11-ти фінальних турнірах чемпіонатів України, набравши загалом 97 очок зі 166, що становить 58,4 % від числа можливих очок.
| Рік  | Місце проведення | Турнір                            | Результат | + | — | =  | Місце  |
| ---- | ---------------- | --------------------------------- | --------- | - | - | -- | ------ |
| 1947 | Київ             | 7-й чемпіонат України             | 2 з 10    | 2 | 8 | 0  | 10     |
| 1950 | Київ             | 10-й чемпіонат України (півфінал) | 8 з 10    | 7 | 1 | 2  | 1      |
|      | Київ             | 10-й чемпіонат України            | 7 з 14    | 6 | 6 | 2  | 9      |
| 1951 | Київ             | 11-й чемпіонат України            | 7½ з 14   | 4 | 3 | 7  | 8 — 9  |
| 1952 | Київ             | 12-й чемпіонат України            | 9 з 15    | 4 | 1 | 10 | 5 — 8  |
| 1953 | Київ             | 13-й чемпіонат України            | 8½ з 17   | 5 | 5 | 7  | 9 — 10 |
| 1954 | Київ             | 14-й чемпіонат України            | 10½ з 14  | 9 | 2 | 3  | Silver |
| 1955 | Київ             | 15-й чемпіонат України            | 10 з 14   | 7 | 1 | 6  | Silver |
| 1957 | Київ             | 17-й чемпіонат України            | 12 з 17   |   |   |    | — 4    |
| 1958 | Київ             | 18-й чемпіонат України            | 9 з 17    |   |   |    | 8 — 10 |
| 1959 | Київ             | 19-й чемпіонат України            | 11½ з 17  | 8 | 2 | 7  | — 4    |
| 1961 | Київ             | 21-й чемпіонат України            | 10 з 17   | 4 | 1 | 12 | 5      |

### Результати виступів у чемпіонатах СРСР
Антоніна Вітковська зіграла у 3-х фінальних турнірах чемпіонатів СРСР, набравши загалом 17 очок з 53 (+6-25=22), що становить 32,0 % від числа можливих очок.
| Рік  | Місце проведення | Турнір              | Результат | + | —  | =  | Місце   |
| ---- | ---------------- | ------------------- | --------- | - | -- | -- | ------- |
| 1957 | Вільнюс          | 17-й чемпіонат СРСР | 8 з 17    | 5 | 6  | 6  | 11 — 13 |
| 1959 | Липецьк          | 19-й чемпіонат СРСР | 6½ з 18   | 1 | 6  | 11 | 16 — 18 |
| 1960 | Рига             | 20-й чемпіонат СРСР | 2½ з 18   | 0 | 13 | 5  | 19      |